# Poliadicija
Poliadicija je polimerizacijska reakcija koja stvara polimere putem pojedinih neovisnih adicijskih reakcija. Poliadicija se pojavljuje kao reakcija između funkcionalnih skupina na molekulama niskih stupnjeva polimerizacije, poput dimera, trimera i oligomera, radi stvaranja vrista više molarne mase. Samo na skoro upotpunjenim konverzijama stvara se polimer, kao u polikondenzaciji i kao kontrast lančanoj polimerizaciji.
Primjer poliadicije je stvaranje poliuretana.